# Temporada 1972 de Fórmula 1
La temporada 1972 de Fórmula 1 fue la 23.ª edición del campeonato de Fórmula 1 de la FIA. El calendario estuvo formado por 12 carreras desde el mes de enero hasta octubre. Emerson Fittipaldi ganó su primer título de pilotos y Lotus-Ford ganó el mundial de constructores, el quinto del equipo británico.

## Escuderías y pilotos
La siguiente tabla muestra los pilotos confirmados oficialmente por sus escuderías para el Mundial 1972 de Fórmula 1.
| Escudería                                                                                        | Chasis          | Chasis                | Motor                    | Neu. | Piloto                   | Rondas           |
| ------------------------------------------------------------------------------------------------ | --------------- | --------------------- | ------------------------ | ---- | ------------------------ | ---------------- |
| Motor Racing Developments                                                                        | Brabham         | BT33 BT34 BT37        | Ford Cosworth DFV 3.0 V8 | G    | Graham Hill              | Todas            |
| Motor Racing Developments                                                                        | Brabham         | BT33 BT34 BT37        | Ford Cosworth DFV 3.0 V8 | G    | Carlos Reutemann         | 1-2, 5-12        |
| Motor Racing Developments                                                                        | Brabham         | BT33 BT34 BT37        | Ford Cosworth DFV 3.0 V8 | G    | Wilson Fittipaldi Júnior | 3-12             |
| Marlboro BRM                                                                                     | BRM             | P160B P153 P180 P160C | BRM P142 3.0 V12         | F    | Howden Ganley            | 1-6, 8-12        |
| Marlboro BRM                                                                                     | BRM             | P160B P153 P180 P160C | BRM P142 3.0 V12         | F    | Reine Wisell             | 1, 3-4, 6, 8, 10 |
| Marlboro BRM                                                                                     | BRM             | P160B P153 P180 P160C | BRM P142 3.0 V12         | F    | Peter Gethin             | 1-7, 9-12        |
| Marlboro BRM                                                                                     | BRM             | P160B P153 P180 P160C | BRM P142 3.0 V12         | F    | Alex Soler-Roig          | 1, 3             |
| Marlboro BRM                                                                                     | BRM             | P160B P153 P180 P160C | BRM P142 3.0 V12         | F    | Helmut Marko             | 1-2, 4-6         |
| Marlboro BRM                                                                                     | BRM             | P160B P153 P180 P160C | BRM P142 3.0 V12         | F    | Jean-Pierre Beltoise     | 2-12             |
| Marlboro BRM                                                                                     | BRM             | P160B P153 P180 P160C | BRM P142 3.0 V12         | F    | Vern Schuppan            | 5                |
| Marlboro BRM                                                                                     | BRM             | P160B P153 P180 P160C | BRM P142 3.0 V12         | F    | Jackie Oliver            | 7                |
| Marlboro BRM                                                                                     | BRM             | P160B P153 P180 P160C | BRM P142 3.0 V12         | F    | Bill Brack               | 11               |
| Marlboro BRM                                                                                     | BRM             | P160B P153 P180 P160C | BRM P142 3.0 V12         | F    | Brian Redman             | 12               |
| Scuderia Ferrari SpA SEFAC                                                                       | Ferrari         | 312B2                 | Ferrari 001/1 3.0 F12    | F    | Jacky Ickx               | Todas            |
| Scuderia Ferrari SpA SEFAC                                                                       | Ferrari         | 312B2                 | Ferrari 001/1 3.0 F12    | F    | Clay Regazzoni           | 1-5, 8-12        |
| Scuderia Ferrari SpA SEFAC                                                                       | Ferrari         | 312B2                 | Ferrari 001/1 3.0 F12    | F    | Mario Andretti           | 1-3, 10, 12      |
| Scuderia Ferrari SpA SEFAC                                                                       | Ferrari         | 312B2                 | Ferrari 001/1 3.0 F12    | F    | Nanni Galli              | 6                |
| Scuderia Ferrari SpA SEFAC                                                                       | Ferrari         | 312B2                 | Ferrari 001/1 3.0 F12    | F    | Arturo Merzario          | 7-8              |
| John Player Team Lotus World Wide Racing                                                         | Lotus           | 72D                   | Ford Cosworth DFV 3.0 V8 | F    | Emerson Fittipaldi       | Todas            |
| John Player Team Lotus World Wide Racing                                                         | Lotus           | 72D                   | Ford Cosworth DFV 3.0 V8 | F    | David Walker             | 1-9, 12          |
| John Player Team Lotus World Wide Racing                                                         | Lotus           | 72D                   | Ford Cosworth DFV 3.0 V8 | F    | Reine Wisell             | 11-12            |
| STP March Racing Team                                                                            | March           | 721 721X 721G         | Ford Cosworth DFV 3.0 V8 | G    | Ronnie Peterson          | Todas            |
| STP March Racing Team                                                                            | March           | 721 721X 721G         | Ford Cosworth DFV 3.0 V8 | G    | Niki Lauda               | Todas            |
| Equipe Matra Sports                                                                              | Matra           | MS120C MS120D         | Matra MS72 3.0 V12       | G    | Chris Amon               | Todas            |
| Yardley Team McLaren                                                                             | McLaren         | M19A M19C             | Ford Cosworth DFV 3.0 V8 | G    | Denny Hulme              | Todas            |
| Yardley Team McLaren                                                                             | McLaren         | M19A M19C             | Ford Cosworth DFV 3.0 V8 | G    | Peter Revson             | 1-3, 5, 7, 9-12  |
| Yardley Team McLaren                                                                             | McLaren         | M19A M19C             | Ford Cosworth DFV 3.0 V8 | G    | Brian Redman             | 4, 6, 8          |
| Yardley Team McLaren                                                                             | McLaren         | M19A M19C             | Ford Cosworth DFV 3.0 V8 | G    | Jody Scheckter           | 12               |
| Team Surtees Brooke Bond Oxo Team Surtees Ceramica Pagnossin Team Surtees Flame Out Team Surtees | Surtees         | TS9B TS14             | Ford Cosworth DFV 3.0 V8 | F    | Tim Schenken             | Todas            |
| Team Surtees Brooke Bond Oxo Team Surtees Ceramica Pagnossin Team Surtees Flame Out Team Surtees | Surtees         | TS9B TS14             | Ford Cosworth DFV 3.0 V8 | F    | Andrea de Adamich        | Todas            |
| Team Surtees Brooke Bond Oxo Team Surtees Ceramica Pagnossin Team Surtees Flame Out Team Surtees | Surtees         | TS9B TS14             | Ford Cosworth DFV 3.0 V8 | F    | Mike Hailwood            | 2-10, 12         |
| Team Surtees Brooke Bond Oxo Team Surtees Ceramica Pagnossin Team Surtees Flame Out Team Surtees | Surtees         | TS9B TS14             | Ford Cosworth DFV 3.0 V8 | F    | John Surtees             | 10, 12           |
| Elf Team Tyrrell                                                                                 | Tyrrell         | 003 002 004 005 006   | Ford Cosworth DFV 3.0 V8 | G    | Jackie Stewart           | 1-4, 6-12        |
| Elf Team Tyrrell                                                                                 | Tyrrell         | 003 002 004 005 006   | Ford Cosworth DFV 3.0 V8 | G    | François Cevert          | Todas            |
| Elf Team Tyrrell                                                                                 | Tyrrell         | 003 002 004 005 006   | Ford Cosworth DFV 3.0 V8 | G    | Patrick Depailler        | 6, 12            |
| Team Williams Motul                                                                              | March Politoys  | 711 721 FX3           | Ford Cosworth DFV 3.0 V8 | G    | Henri Pescarolo          | Todas            |
| Team Williams Motul                                                                              | March Politoys  | 711 721 FX3           | Ford Cosworth DFV 3.0 V8 | G    | Carlos Pace              | 2-12             |
| Team Eifelland Caravans                                                                          | Eifelland       | 21                    | Ford Cosworth DFV 3.0 V8 | G    | Rolf Stommelen           | 2-9              |
| Scribante Lucky Strike Racing                                                                    | Lotus           | 72D                   | Ford Cosworth DFV 3.0 V8 | F    | Dave Charlton            | 2, 6-8           |
| Team Gunston                                                                                     | Surtees Brabham | TS9 BT33              | Ford Cosworth DFV 3.0 V8 | F    | John Love                | 2                |
| Team Gunston                                                                                     | Surtees Brabham | TS9 BT33              | Ford Cosworth DFV 3.0 V8 | F    | Willie Ferguson          | 2                |
| Clarke-Mordaunt-Guthrie Racing                                                                   | March           | 721G                  | Ford Cosworth DFV 3.0 V8 | F    | Mike Beuttler            | 3-12             |
| Martini Racing                                                                                   | Tecno           | PA123/3               | Tecno Series-P 3.0 F12   | F    | Nanni Galli              | 5, 7, 9-10       |
| Martini Racing                                                                                   | Tecno           | PA123/3               | Tecno Series-P 3.0 F12   | F    | Derek Bell               | 6, 8, 10-12      |
| Darnval Connew Racing Team                                                                       | Connew          | PC1                   | Ford Cosworth DFV 3.0 V8 | F    | François Migault         | 7, 9             |
| Gene Mason Racing                                                                                | March           | 711                   | Ford Cosworth DFV 3.0 V8 | F    | Skip Barber              | 11-12            |
| Champcarr Inc.                                                                                   | Surtees         | TS9B                  | Ford Cosworth DFV 3.0 V8 | F    | Sam Posey                | 12               |

## Resultados
| Carrera                           | Fecha            | Circuito         | Piloto ganador       | Constructor ganador | Resultados |
| --------------------------------- | ---------------- | ---------------- | -------------------- | ------------------- | ---------- |
| Gran Premio de Argentina          | 23 de enero      | Buenos Aires     | Jackie Stewart       | Tyrrell-Ford        | Resultados |
| Gran Premio de Sudáfrica          | 4 de marzo       | Kyalami          | Denny Hulme          | McLaren-Ford        | Resultados |
| Gran Premio de España             | 1 de mayo        | Jarama           | Emerson Fittipaldi   | Lotus-Ford          | Resultados |
| Gran Premio de Mónaco             | 14 de mayo       | Mónaco           | Jean Pierre Beltoise | BRM                 | Resultados |
| Gran Premio de Bélgica            | 4 de junio       | Nivelles-Baulers | Emerson Fittipaldi   | Lotus-Ford          | Resultados |
| Gran Premio de Francia            | 2 de julio       | Charade          | Jackie Stewart       | Tyrrell-Ford        | Resultados |
| Gran Premio de Gran Bretaña       | 15 de julio      | Brands Hatch     | Emerson Fittipaldi   | Lotus-Ford          | Resultados |
| Gran Premio de Alemania           | 30 de julio      | Nürburgring      | Jacky Ickx           | Ferrari             | Resultados |
| Gran Premio de Austria            | 13 de agosto     | Österreichring   | Emerson Fittipaldi   | Lotus-Ford          | Resultados |
| Gran Premio de Italia             | 10 de septiembre | Monza            | Emerson Fittipaldi   | Lotus-Ford          | Resultados |
| Gran Premio de Canadá             | 24 de septiembre | Mosport Park     | Jackie Stewart       | Tyrrell-Ford        | Resultados |
| Gran Premio de los Estados Unidos | 8 de octubre     | Watkins Glen     | Jackie Stewart       | Tyrrell-Ford        | Resultados |

## Clasificaciones

### Sistema de puntuación
- Puntuaban los seis primeros de cada carrera.
- Para la cuenta final del campeonato solamente se contaron los cinco mejores resultados de las seis primeras carreras e igualmente los mejores cinco de las seis restantes.
- Para el campeonato de constructores, sumaba el mejor clasificado, aunque sea equipo privado.

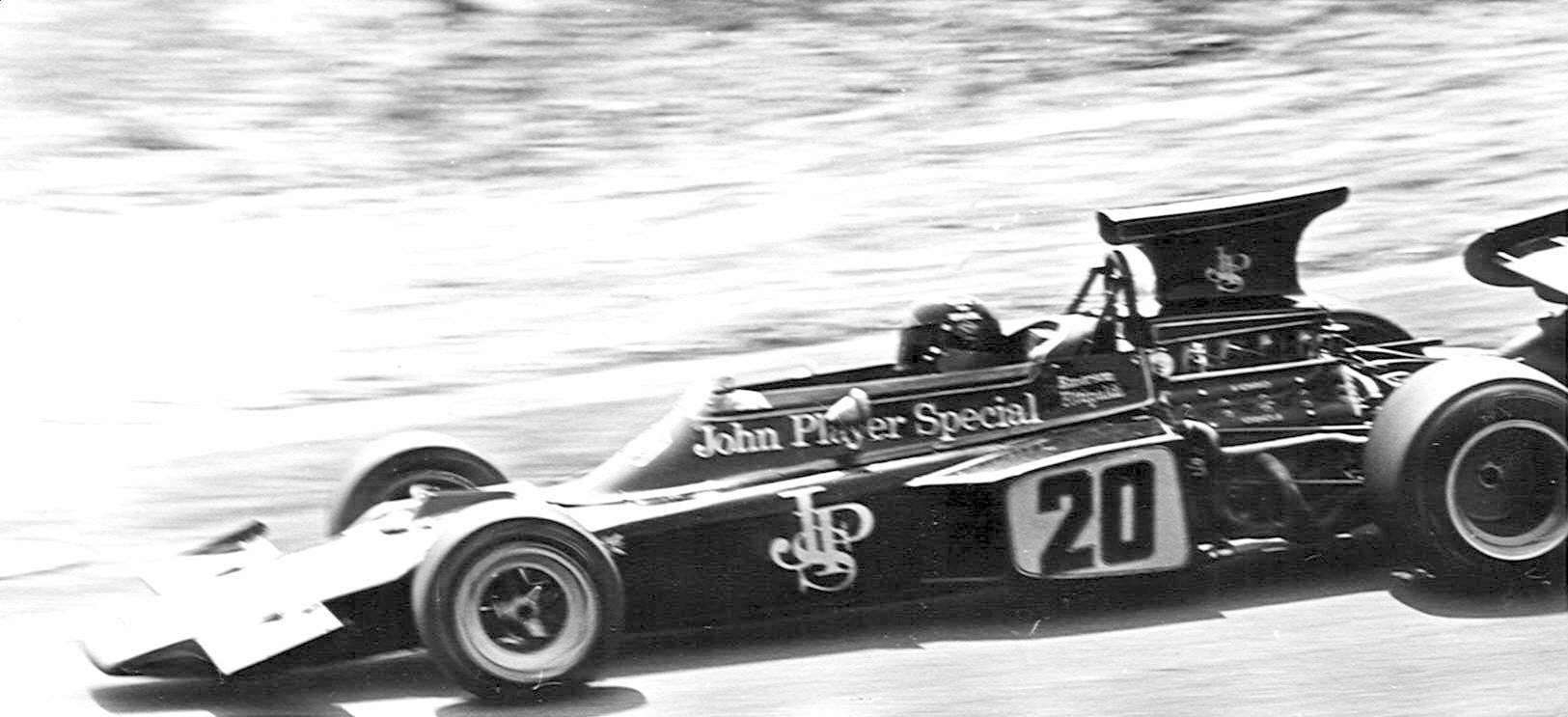
Fittipaldi al volante del Lotus 72D durante el Gran Premio de Austria.

| Posición | 1.º | 2.º | 3.º | 4.º | 5.º | 6.º |
| Puntos   | 9   | 6   | 4   | 3   | 2   | 1   |

### Campeonato de Pilotos
| Pos. | Piloto               | ARG | RSA | ESP | MON | BEL | FRA | GBR | GER | AUT | ITA | CAN | USA | Puntos |
| ---- | -------------------- | --- | --- | --- | --- | --- | --- | --- | --- | --- | --- | --- | --- | ------ |
| 1    | Emerson Fittipaldi   | Ret | 2   | 1   | 3   | 1   | 2   | 1   | Ret | 1   | 1   | 11  | Ret | 61     |
| 2    | Jackie Stewart       | 1   | Ret | Ret | 4   |     | 1   | 2   | 11  | 7   | Ret | 1   | 1   | 45     |
| 3    | Denny Hulme          | 2   | 1   | Ret | 15  | 3   | 7   | 5   | Ret | 2   | 3   | 3   | 3   | 39     |
| 4    | Jacky Ickx           | 3   | 8   | 2   | 2   | Ret | 11  | Ret | 1   | Ret | Ret | 12  | 5   | 27     |
| 5    | Peter Revson         | Ret | 3   | 5   |     | 7   |     | 3   |     | 3   | 4   | 2   | 18  | 23     |
| 6    | François Cevert      | Ret | 9   | Ret | NC  | 2   | 4   | Ret | 10  | 9   | Ret | Ret | 2   | 15     |
| 7    | Clay Regazzoni       | 4   | 12  | 3   | Ret | Ret |     |     | 2   | Ret | Ret | 5   | 8   | 15     |
| 8    | Mike Hailwood        |     | Ret | Ret | Ret | 4   | 6   | Ret | Ret | 4   | 2   |     | 17  | 13     |
| 9    | Ronnie Peterson      | 6   | 5   | Ret | 11  | 9   | 5   | 7   | 3   | 12  | 9   | DSQ | 4   | 12     |
| 10   | Chris Amon           | DNS | 15  | Ret | 6   | 6   | 3   | 4   | 15  | 5   | Ret | 6   | 15  | 12     |
| 11   | Jean-Pierre Beltoise |     | Ret | Ret | 1   | Ret | 15  | 11  | 9   | 8   | 8   | Ret | Ret | 9      |
| 12   | Mario Andretti       | Ret | 4   | Ret |     |     |     |     |     |     | 7   |     | 6   | 4      |
| 13   | Howden Ganley        | 9   | NC  | Ret | Ret | 8   | DNS |     | 4   | 6   | 11  | 10  | Ret | 4      |
| 14   | Brian Redman         |     |     |     | 5   |     | 9   |     | 5   |     |     |     | Ret | 4      |
| 15   | Graham Hill          | Ret | 6   | 10  | 12  | Ret | 10  | Ret | 6   | Ret | 5   | 8   | 11  | 4      |
| 16   | Carlos Reutemann     | 7   | Ret |     |     | 13  | 12  | 8   | Ret | Ret | Ret | 4   | Ret | 3      |
| 17   | Andrea de Adamich    | Ret | NC  | 4   | 7   | Ret | 14  | Ret | 13  | 14  | Ret | Ret | Ret | 3      |
| 18   | Carlos Pace          |     | 17  | 6   | 17  | 5   | Ret | Ret | NC  | NC  | Ret | 9   | Ret | 3      |
| 19   | Tim Schenken         | 5   | Ret | 8   | Ret | Ret | 17  | Ret | 14  | 11  | Ret | 7   | Ret | 2      |
| 20   | Arturo Merzario      |     |     |     |     |     |     | 6   | 12  |     |     |     |     | 1      |
| 21   | Peter Gethin         | Ret | NC  | Ret | Ret | Ret | DNS | Ret |     | 13  | 6   | Ret | Ret | 1      |
| NC   | Wilson Fittipaldi    |     |     | 7   | 9   | Ret | 8   | 12  | 7   | Ret | Ret | Ret | Ret | 0      |
| NC   | Niki Lauda           | 11  | 7   | Ret | 16  | 12  | Ret | 9   | Ret | 10  | 13  | DSQ | NC  | 0      |
| NC   | Patrick Depailler    |     |     |     |     |     | NC  |     |     |     |     |     | 7   | 0      |
| NC   | Helmut Marko         | 10  | 14  |     | 8   | 10  | Ret |     |     |     |     |     |     | 0      |
| NC   | Mike Beuttler        |     |     | DNQ | 13  | Ret | 19  | 13  | 8   | Ret | 10  | NC  | 13  | 0      |
| NC   | Henri Pescarolo      | 8   | 11  | 11  | Ret | NC  | DNS | Ret | Ret | DNS | DNQ | 13  | 14  | 0      |
| NC   | David Walker         | DSQ | 10  | 9   | 14  | 14  | 18  | Ret | Ret | Ret |     |     | Ret | 0      |
| NC   | Jody Scheckter       |     |     |     |     |     |     |     |     |     |     |     | 9   | 0      |
| NC   | Rolf Stommelen       |     | 13  | Ret | 10  | 11  | 16  | 10  | Ret | 15  |     |     |     | 0      |
| NC   | Reine Wisell         | Ret |     | Ret | Ret |     | Ret |     | Ret |     | 12  | Ret | 10  | 0      |
| NC   | Sam Posey            |     |     |     |     |     |     |     |     |     |     |     | 12  | 0      |
| NC   | Nanni Galli          |     |     |     |     | Ret | 13  | Ret |     | NC  | Ret |     |     | 0      |
| NC   | Skip Barber          |     |     |     |     |     |     |     |     |     |     | NC  | 16  | 0      |
| NC   | John Love            |     | 16  |     |     |     |     |     |     |     |     |     |     | 0      |
| NC   | Dave Charlton        |     | Ret |     |     |     | DNQ | Ret | Ret |     |     |     |     | 0      |
| NC   | Derek Bell           |     |     |     |     |     | DNS |     | Ret |     | DNQ | DNS | Ret | 0      |
| NC   | Alex Soler-Roig      | Ret |     | Ret |     |     |     |     |     |     |     |     |     | 0      |
| NC   | Jackie Oliver        |     |     |     |     |     |     | Ret |     |     |     |     |     | 0      |
| NC   | François Migault     |     |     |     |     |     |     | DNS |     | Ret |     |     |     | 0      |
| NC   | John Surtees         |     |     |     |     |     |     |     |     |     | Ret |     | DNS | 0      |
| NC   | Bill Brack           |     |     |     |     |     |     |     |     |     |     | Ret |     | 0      |
| NC   | William Ferguson     |     | DNS |     |     |     |     |     |     |     |     |     |     | 0      |
| NC   | Vern Schuppan        |     |     |     |     | DNS |     |     |     |     |     |     |     | 0      |
| Pos. | Piloto               | ARG | RSA | ESP | MON | BEL | FRA | GBR | GER | AUT | ITA | CAN | USA | Puntos |

| Color      | Resultado                          |
| ---------- | ---------------------------------- |
| Oro        | Ganador                            |
| Plata      | 2.º puesto                         |
| Bronce     | 3.er puesto                        |
| Verde      | Finalizó en los puntos             |
| Azul       | Finalizó sin puntos                |
| Azul       | NC - No clasificado                |
| Violeta    | Ret - No terminó                   |
| Rojo       | DNQ - No se clasificó              |
| Rojo       | DNPQ - No se preclasificó          |
| Negro      | DSQ - Descalificado                |
| Blanco     | DNS - No empezó                    |
| Blanco     | WD - Retirado                      |
| Blanco     | C - Carrera cancelada              |
| Azul claro | TD - Entrenamientos libres (2003-) |
| Sin color  | DNP - Inscrito, pero no participó  |
| Sin color  | INJ - Inscrito, pero lesionado     |
| Sin color  | EX - Excluido                      |

| Estado  | Resultado                                                                             |
| ------- | ------------------------------------------------------------------------------------- |
| Negrita | Pole position                                                                         |
| Cursiva | Vuelta rápida                                                                         |
| 1-8     | Posiciones puntuables de clasificación sprint (2021-)                                 |
| †       | No acabó el Gran Premio, pero fue clasificado ya que completó el porcentaje necesario |
| ‡       | Monoplaza compartido                                                                  |
| ~       | Se otorgó la mitad de puntos ya que no se cumplió con el 75% de la carrera            |
| ≠       | No obtuvo puntos ya que era piloto invitado                                           |
| F2      | Inscrito para carrera de Fórmula 2, no sumaba puntos                                  |

### Estadísticas del Campeonato de Pilotos
| Pos. | Piloto               | N.º | País          | Puntos | Victorias | Podios | Poles |
| ---- | -------------------- | --- | ------------- | ------ | --------- | ------ | ----- |
| 1    | Emerson Fittipaldi   | 10  | Brasil        | 61     | 5         | 8      | 3     |
| 2    | Jackie Stewart       | 1   | Reino Unido   | 45     | 4         | 5      | 2     |
| 3    | Denny Hulme          | 19  | Nueva Zelanda | 39     | 1         | 7      |       |
| 4    | Jacky Ickx           | 7   | Bélgica       | 27     | 1         | 4      | 4     |
| 5    | Peter Revson         | 20  | EE. UU.       | 23     |           | 4      | 1     |
| 6    | François Cevert      | 2   | Francia       | 15     |           | 2      |       |
| 7    | Clay Regazzoni       | 8   | Suiza         | 15     |           | 2      |       |
| 8    | Mike Hailwood        | 23  | Reino Unido   | 13     |           | 1      |       |
| 9    | Ronnie Peterson      | 4   | Suecia        | 12     |           | 1      |       |
| 10   | Chris Amon           | 18  | Nueva Zelanda | 12     |           | 1      | 1     |
| 11   | Jean Pierre Beltoise | 17  | Francia       | 9      | 1         | 1      |       |
| 12   | Brian Redman         | 15  | Reino Unido   | 4      |           |        |       |
| 13   | Howden Ganley        | 16  | Nueva Zelanda | 4      |           |        |       |
| 14   | Mario Andretti       | 9   | EE. UU.       | 4      |           |        |       |
| 15   | Graham Hill          | 28  | Reino Unido   | 4      |           |        |       |
| 16   | Carlos Pace          | 27  | Brasil        | 3      |           |        |       |
| 17   | Carlos Reutemann     | 29  | Argentina     | 3      |           |        | 1     |
| 18   | Andrea de Adamich    | 25  | Italia        | 3      |           |        |       |
| 19   | Tim Schenken         | 24  | Australia     | 2      |           |        |       |
| 20   | Peter Gethin         | 14  | Reino Unido   | 1      |           |        |       |
| 21   | Arturo Merzario      | 19  | Italia        | 1      |           |        |       |
| NC   | Niki Lauda           | 5   | Austria       |        |           |        |       |
| NC   | Nanni Galli          | 11  | Italia        |        |           |        |       |
| NC   | Patrick Depailler    | 3   | Francia       |        |           |        |       |
| NC   | Alex Soler-Roig      | 28  | España        |        |           |        |       |
| NC   | Rolf Stommelen       | 27  | Alemania      |        |           |        |       |
| NC   | Sam Posey            | 34  | EE. UU.       |        |           |        |       |
| NC   | Skip Barber          | 33  | EE. UU.       |        |           |        |       |
| NC   | François Migault     | 29  | Francia       |        |           |        |       |
| NC   | Reine Wisell         | 12  | Suecia        |        |           |        |       |
| NC   | Derek Bell           | 27  | Reino Unido   |        |           |        |       |
| NC   | Mike Beuttler        | 6   | EE. UU.       |        |           |        |       |
| NC   | Wilson Fittipaldi    | 30  | Brasil        |        |           |        |       |
| NC   | Dave Walker          | 11  | Australia     |        |           |        |       |
| NC   | Dave Charlton        | 29  | Sudáfrica     |        |           |        |       |
| NC   | Bill Brack           | 17  | Canadá        |        |           |        |       |
| NC   | Henri Pescarolo      | 26  | Francia       |        |           |        |       |
| NC   | Jackie Oliver        | 14  | Reino Unido   |        |           |        |       |
| NC   | John Surtees         | 7   | Reino Unido   |        |           |        |       |
| NC   | Jody Scheckter       | 21  | Sudáfrica     |        |           |        |       |
| NC   | John Love            | 27  | Rodesia       |        |           |        |       |
| NC   | Helmut Marko         | 25  | Austria       |        |           |        |       |

### Campeonato de Constructores
| Pos. | Constructor    | ARG | RSA | ESP | MON | BEL | FRA | GBR | GER | AUT | ITA | CAN | USA | Puntos  |
| ---- | -------------- | --- | --- | --- | --- | --- | --- | --- | --- | --- | --- | --- | --- | ------- |
| 1    | Lotus-Ford     | Ret | 2   | 1   | 3   | 1   | 2   | 1   | Ret | 1   | 1   | 11  | 10  | 61      |
| 2    | Tyrrell-Ford   | 1   | 9   | Ret | 4   | 2   | 1   | 2   | 10  | 7   | Ret | 1   | 1   | 51      |
| 3    | McLaren-Ford   | 2   | 1   | 5   | 5   | 3   | 7   | 3   | (5) | 2   | 3   | 2   | 3   | 47 (49) |
| 4    | Ferrari        | 3   | 4   | 2   | 2   | Ret | 11  | 6   | 1   | Ret | 7   | 5   | 5   | 33      |
| 5    | Surtees-Ford   | 5   | 16  | 4   | 7   | 4   | 6   | Ret | 13  | 4   | 2   | 7   | 12  | 18      |
| 6    | March-Ford     | 6   | 5   | 6   | 11  | 5   | 5   | 7   | 3   | 10  | 9   | 9   | 4   | 15      |
| 7    | BRM            | 9   | 14  | Ret | 1   | 8   | 15  | 11  | 4   | 6   | 6   | 10  | Ret | 14      |
| 8    | Matra          | DNS | 15  | Ret | 6   | 6   | 3   | 4   | 15  | 5   | Ret | 6   | 15  | 12      |
| 9    | Brabham-Ford   | 7   | 6   | 7   | 9   | 13  | 8   | 8   | 6   | Ret | 5   | 4   | 11  | 7       |
| NC   | Eifelland-Ford |     | 13  | Ret | 10  | 11  | 16  | 10  | Ret | 15  |     |     |     | 0       |
| NC   | Tecno          |     |     |     |     | Ret | DNS | Ret | Ret | NC  | Ret | DNS | Ret | 0       |
| NC   | Politoys-Ford  |     |     |     |     |     |     | Ret |     |     |     |     |     | 0       |
| NC   | Connew-Ford    |     |     |     |     |     |     | DNS |     | Ret |     |     |     | 0       |
| Pos. | Constructor    | ARG | RSA | ESP | MON | BEL | FRA | GBR | GER | AUT | ITA | CAN | USA | Puntos  |

| Color      | Resultado                          |
| ---------- | ---------------------------------- |
| Oro        | Ganador                            |
| Plata      | 2.º puesto                         |
| Bronce     | 3.er puesto                        |
| Verde      | Finalizó en los puntos             |
| Azul       | Finalizó sin puntos                |
| Azul       | NC - No clasificado                |
| Violeta    | Ret - No terminó                   |
| Rojo       | DNQ - No se clasificó              |
| Rojo       | DNPQ - No se preclasificó          |
| Negro      | DSQ - Descalificado                |
| Blanco     | DNS - No empezó                    |
| Blanco     | WD - Retirado                      |
| Blanco     | C - Carrera cancelada              |
| Azul claro | TD - Entrenamientos libres (2003-) |
| Sin color  | DNP - Inscrito, pero no participó  |
| Sin color  | INJ - Inscrito, pero lesionado     |
| Sin color  | EX - Excluido                      |

| Estado  | Resultado                                                                             |
| ------- | ------------------------------------------------------------------------------------- |
| Negrita | Pole position                                                                         |
| Cursiva | Vuelta rápida                                                                         |
| 1-8     | Posiciones puntuables de clasificación sprint (2021-)                                 |
| †       | No acabó el Gran Premio, pero fue clasificado ya que completó el porcentaje necesario |
| ‡       | Monoplaza compartido                                                                  |
| ~       | Se otorgó la mitad de puntos ya que no se cumplió con el 75% de la carrera            |
| ≠       | No obtuvo puntos ya que era piloto invitado                                           |
| F2      | Inscrito para carrera de Fórmula 2, no sumaba puntos                                  |

### Estadísticas del Campeonato de Constructores
| Pos. | Constructor | Motor   | Neu. | Victorias | Podios | Poles | Puntos  |
| ---- | ----------- | ------- | ---- | --------- | ------ | ----- | ------- |
| 1    | Lotus       | Ford    | F    | 5         | 8      | 3     | 61      |
| 2    | Tyrrell     | Ford    | G    | 4         | 7      | 2     | 51      |
| 3    | McLaren     | Ford    | G    | 1         | 11     | 1     | 47 (49) |
| 4    | Ferrari     | Ferrari | F    | 1         | 6      | 4     | 33      |
| 5    | Surtees     | Ford    | F    |           | 1      |       | 18      |
| 6    | March       | Ford    | G    |           | 1      |       | 15      |
| 7    | BRM         | BRM     | G    | 1         | 1      |       | 14      |
| 8    | Matra       | Matra   | G    |           | 1      | 1     | 12      |
| 9    | Brabham     | Ford    | F    |           |        | 1     | 7       |
| NC   | Tecno       | Tecno   | F    |           |        |       | 0       |
| NC   | Politoys    | Ford    | G    |           |        |       | 0       |
| NC   | Connew      | Ford    | F    |           |        |       | 0       |

## Carreras fuera del campeonato
En 1972 se realizaron seis carreras de Fórmula 1 no puntuables para el campeonato mundial.
| Carrera                              | Circuito     | Fecha         | Piloto ganador       | Constructor ganador | Resultados |
| ------------------------------------ | ------------ | ------------- | -------------------- | ------------------- | ---------- |
| Carrera de Campeones                 | Brands Hatch | 19 de marzo   | Emerson Fittipaldi   | Lotus-Cosworth      | Resultados |
| Gran Premio de Brasil                | Interlagos   | 30 de marzo   | Carlos Reutemann     | Brabham-Cosworth    | Resultados |
| BRDC International Trophy            | Silverstone  | 23 de abril   | Emerson Fittipaldi   | Lotus-Cosworth      | Resultados |
| International Gold Cup               | Oulton Park  | 29 de mayo    | Denny Hulme          | McLaren-Cosworth    | Resultados |
| Gran Premio de la República Italiana | Vallelunga   | 18 de junio   | Emerson Fittipaldi   | Lotus-Cosworth      | Resultados |
| World Championship Victory Race      | Brands Hatch | 22 de octubre | Jean-Pierre Beltoise | BRM                 | Resultados |